# Bird Segle McGuire

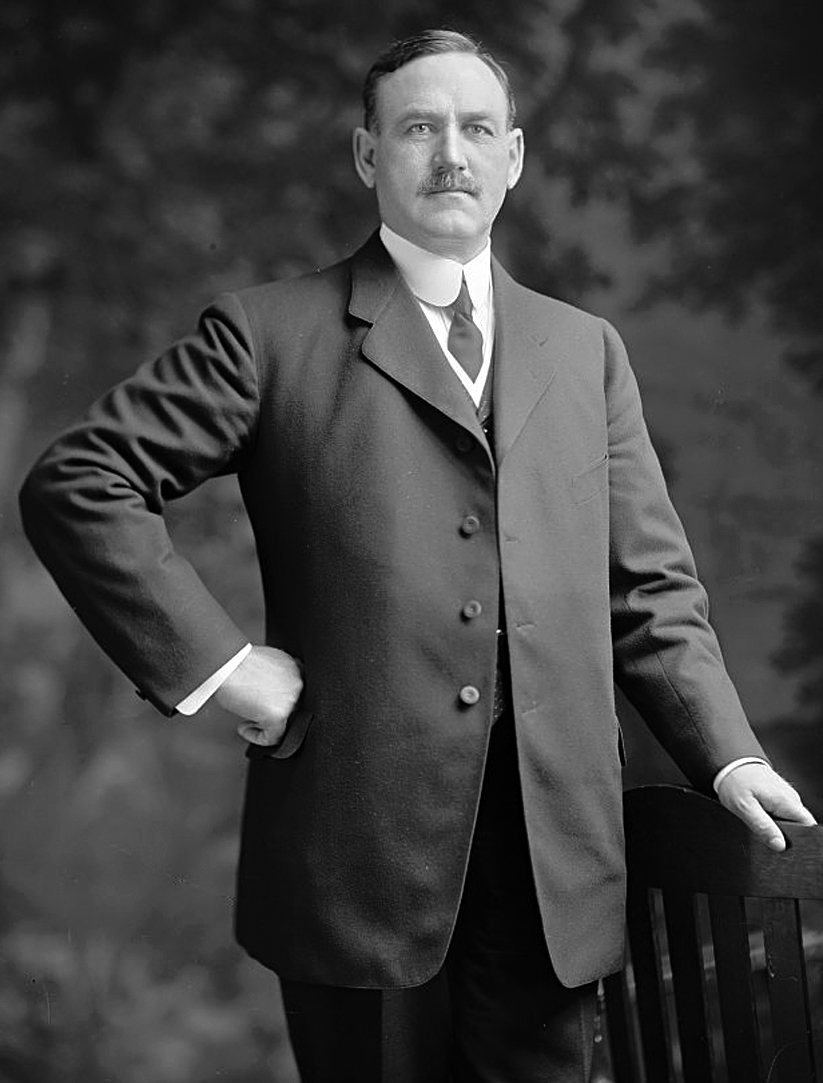
Bird Segle McGuire

Bird Segle McGuire (* 13. Oktober 1865 in Belleville, Illinois; † 9. November 1930 in Tulsa, Oklahoma) war ein US-amerikanischer Politiker. Zwischen 1903 und 1907 vertrat er als letzter Delegierter das Oklahoma-Territorium im US-Repräsentantenhaus; zwischen 1907 und 1915 war er regulärer Kongressabgeordneter des Bundesstaates Oklahoma.

## Frühe Jahre
Im Jahr 1867 kam Bird McGuire mit seinen Eltern in das Randolph County in Missouri. Dort besuchte er die öffentlichen Schulen. Im Jahr 1881 zog er in das Chautauqua County in Kansas und dann in das Indianer-Territorium, wo er Rinder züchtete. Gleichzeitig besuchte er die State Normal School in Emporia. Zeitweise war er auch als Lehrer tätig.
Nach einem Jurastudium an der University of Kansas und seiner 1889 erfolgten Zulassung als Rechtsanwalt begann McGuire in seinem neuen Beruf zu arbeiten. Zwischen 1890 und 1894 war er Bezirksstaatsanwalt im Chautauqua County. Im Jahr 1894 zog er in das Pawnee County im Oklahoma-Territorium, wo er in Pawnee als Anwalt arbeitete. Im Jahr 1897 wurde er zum stellvertretenden Bundesstaatsanwalt für das Oklahoma-Territorium ernannt.

## Politische Laufbahn
McGuire war Mitglied der Republikanischen Partei. 1902 wurde er zum neuen Delegierten im US-Repräsentantenhaus gewählt, wo er am 4. März 1903 Dennis Thomas Flynn ablöste. Nach einer Wiederwahl im Jahr 1904 konnte er dieses Mandat bis zum 3. März 1907 ausüben. Damit war er der letzte Kongressdelegierte des Oklahoma-Territoriums, das dann aufgelöst wurde.
Nach dem Beitritt Oklahomas zu den Vereinigten Staaten wurde McGuire bei den ersten Kongresswahlen des neuen Staates als Abgeordneter in den Kongress gewählt. Nach einigen Wiederwahlen konnte er sein neues Mandat zwischen dem 16. November 1907 und dem 3. März 1915 ausüben. Im Gegensatz zu seinem früheren Status als Delegierter hatte er nun volles Stimmrecht. Zeitweise war er Vorsitzender des Ausschusses zur Kontrolle der Ausgaben des Innenministeriums. Bei den Wahlen des Jahres 1915 kandidierte McGuire nicht mehr für eine weitere Amtszeit. In den folgenden Jahren arbeitete er als Rechtsanwalt in Tulsa und betrieb in der Nähe von Bartlesville eine Ranch.